# 야로슬라블현

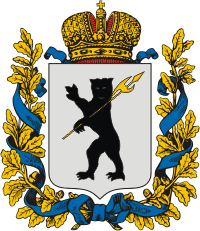
야로슬라블현의 문장

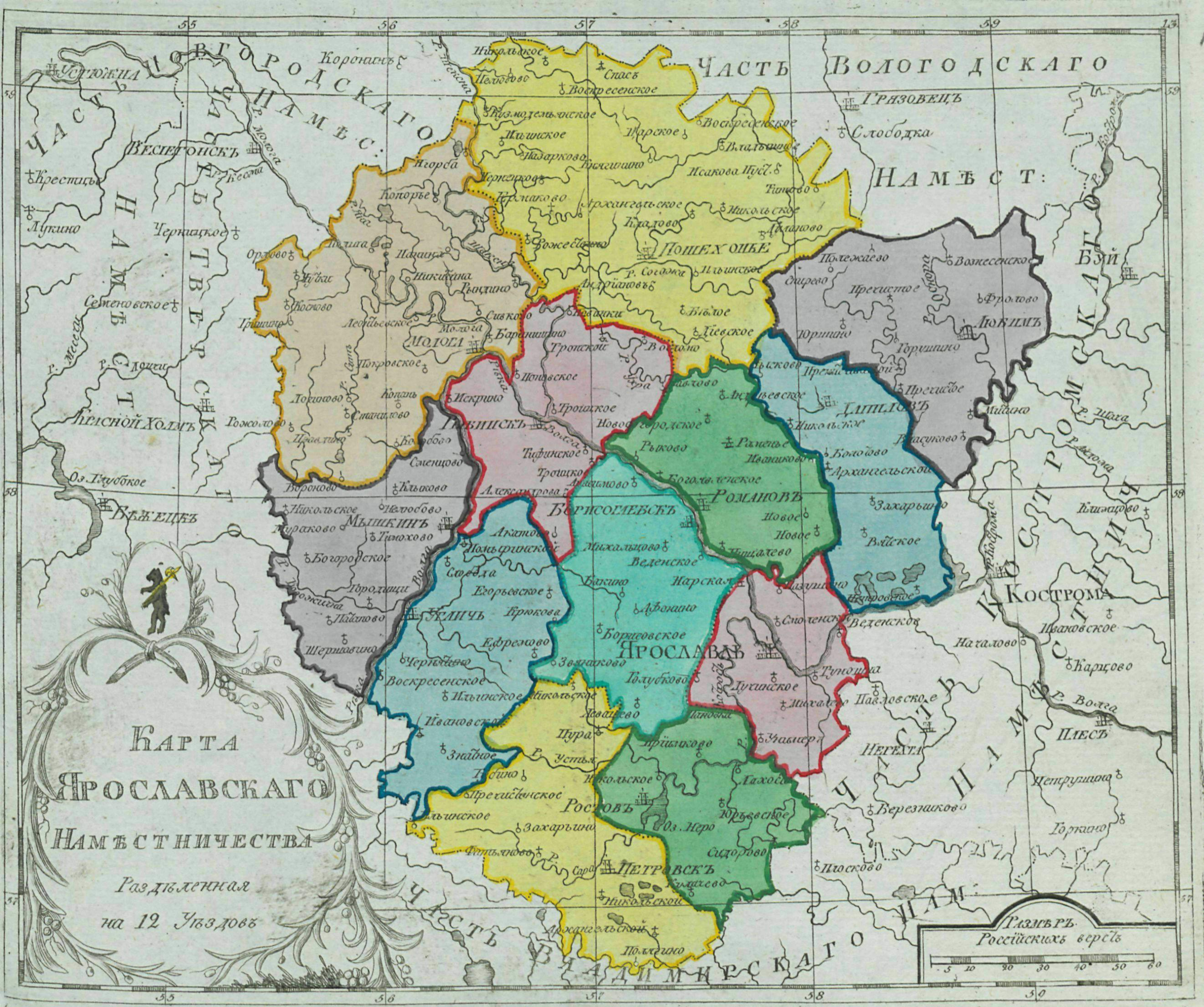
야로슬라블현의 지도

야로슬라블현(러시아어: Ярославская губерния)은 1777년부터 1929년까지 존재했던 러시아 제국의 현으로 현도는 야로슬라블이며 면적은 35,615km2, 인구는 1,166,800명(1905년 당시 기준)이다. 현재의 러시아 야로슬라블주에 걸쳐 있었다.